# Coelidium tortile
Coelidium tortile är en ärtväxtart som först beskrevs av Ernst Meyer, och fick sitt nu gällande namn av George Claridge Druce. Coelidium tortile ingår i släktet Coelidium, och familjen ärtväxter. Inga underarter finns listade i Catalogue of Life.